# Báthori György
Bátori Báthori György, II. György (?–1570), II. András fia, a Báthori-család ecsedi ágából, de ő előnevét is a család névadó birtokáról, Nyírbátorról vette.

## Élete
Pontos születési dátuma nem ismert. Apja Báthori András tárnokmester, szatmári főispán, 1521-től nándorfehérvári bán, anyja Rozgonyi Kata, Rozgonyi István leánya volt. 
1552-ben Ferdinánd pártján állt, később azonban János Zsigmondot követte, és 1556-ban az ő érdekében ostromolta Váradot. Hűtlensége miatt elvesztette Buják várát. 1565-ben  I. Miksa király érdekében ostromolta Erdőd várát. Az ostromban részt vett testvére, Báthori András (Bonaventura) is. A fővezérrel,  Schwendi Lázárral azonban alkut kötött, ami temérdek pénzébe és egyéb javaiba került Györgynek, aki ezután székhelyét áttette a Borsodban levő Csicsvárra.

## Családja

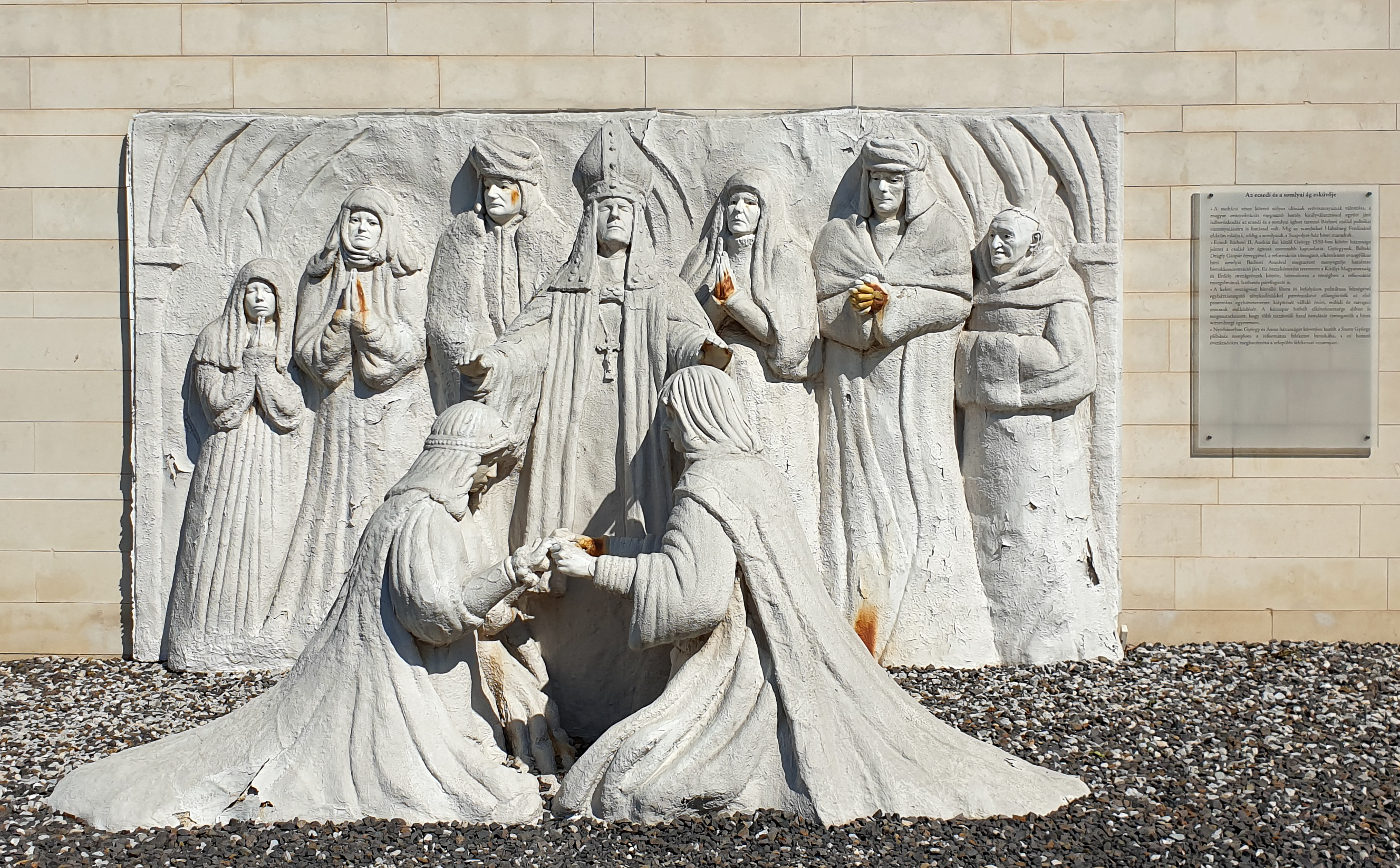
Báthori György és Báthori Anna házasságát ábrázoló szobor Nyírbátorban

Felesége somlyói Báthory Anna (?–1570) volt, somlyói Báthory István erdélyi vajdának Thelegdy Katalintól született leánya, somlyai Báthory István lengyel király, erdélyi fejedelem és somlyói Báthory Kristóf erdélyi vajda testvérhúga. Házasságukkal egyesült a Báthori-család ecsedi és somlyói ága. Báthory Anna azelőtt már kétszer megözvegyült. Első férje (1539-től) Drágffy Gáspár (1516–1545) kraszna-szolnoki főispán volt, második férje homonnai Drugeth Antal (†1548), a reformáció nagy pártfogója.
Báthory Anna harmadik férje, Báthori György e házassággal az örökös nélkül maradt Drágffy-birtokokat is örökölte. Az 1550 körül megkötött házasságból négy gyermekük született:
- István (1555–1605), Somogy, Szabolcs és Szatmár vármegyék főispánja, országbíró, neje Drugeth Fruzsina volt. Istvánffy szerint Bocskai pártjára állt. Meghalt 1605. július 25-én 50 éves korában. Utóda nem született, halálával a Báthoryak ecsedi ágazatát vitte sírba.
- Erzsébet (1560–1614), Nádasdy Ferenc felesége.
- Klára, Váradi Mihály felesége
- Zsófia, Figedi András felesége